# اگدود

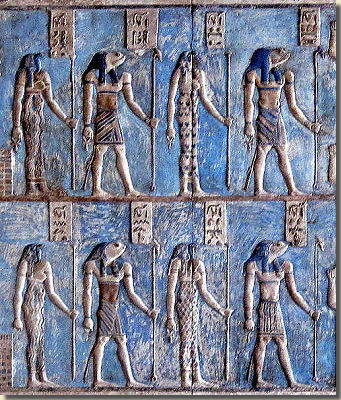
نگاره‌ای از اگدود از نقش برجسته دوران رومی در معبد دندره المرکب در دندره که در آن برخی سر قورباغه و برخی دیگر سر مار دارند.

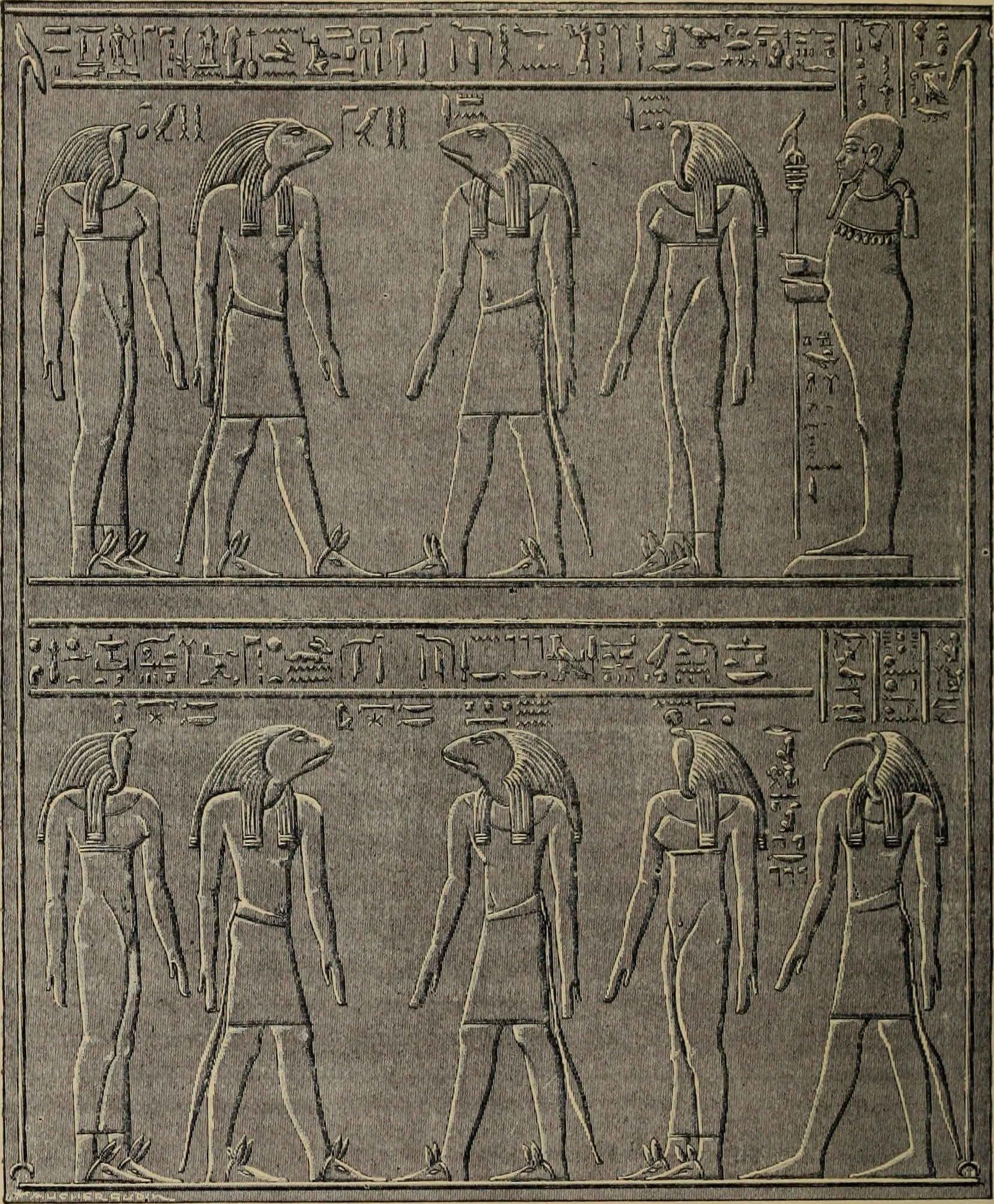
طراحی نمای اگدود در معبد فیله

اگدود هشت خدای اولیه اساطیر مصر بودند که در الاشمونین پرستش می‌شدند.
ارجاعات به اگدود مربوط به پادشاهی کهن مصر است، و حتی در زمان ترکیب متون اهرام در اواخر پادشاهی قدیمی، به نظر می‌رسد که آنها قدیمی تر بوده و عمدتاً توسط همه به جز متکلمان آنها فراموش شده‌اند. از آنها اغلب در متن تابوت پادشاهی میانه مصر نام برده شده‌است. قدیمی‌ترین نمایش‌های تصویری شناخته شده این گروه قبل از زمان ستی اول (پادشاهی جدید، قرن سیزدهم قبل از میلاد) نیست، زمانی که به نظر می‌رسد این گروه توسط متکلمین هرموپولیس برای اهداف دقیق تر، دوباره کشف شده‌است. .
متون دوره آخر آنها را دارای سر قورباغه‌ها (نر) و مارها (ماده) توصیف می‌کند و آنها اغلب به این شکل در نقش برجسته‌های آخرین سلسله، پادشاهی بطلمیوسی به تصویر کشیده می‌شوند.

## نامها
هشت خدای در چهار جفت زن و مرد قرار گرفتند. نامها معانی یکسانی دارند و فقط در با پایان آنها تفاوت وجود دارد. 

## ویژگی‌های
نام‌های نو و ناونت با تعیین‌کننده‌هایی برای آسمان و آب نوشته شده‌اند، و به نظر می‌رسد واضح است که آنها نشان دهنده آب‌های اولیه هستند.